# مصنع المأكولات
مصنع المأكولات (بالإنجليزية: Food Factory)‏ هو مسلسل كندي من إنتاج سينيفليكس يعرض المسلسل خطوط الإنتاج الصناعي لشركات الأغذية المعروفة والمشهورة و معظمها في كندا وأيضًا في الولايات المتحدة، وأحيانًا في دول أخرى.